# 借母溪林蛙
借母溪林蛙（学名：Rana jiemuxiensis），一种于中华人民共和国湖南省沅陵县借母溪国家级自然保护区发现的两栖动物，隶属于蛙科蛙属。

## 形态特征
借母溪林蛙体型较为窄长，雄蛙体长35.6～49.9豪米，雌蛙体长34.1～53.6毫米。身体皮肤光滑，背面呈浅灰褐色、褐色或棕红色等，一般具有黑色斑点；两眼之间有一灰黑色横纹或不明显，肩部上方常有一个“∧”形黑斑；四肢背面具有黑色横纹；身体腹面为白色无斑或咽胸部具有灰色斑点，四肢腹面浅肉色。